# Ганчев, Жорж
Жорж Ганчев (болг. Жорж Ганчев, имя при рождении Георги Ганчев Петрушев; 29 августа 1939, Пловдив, Царство Болгария — 19 августа 2019) — болгарский политик, неоднократный кандидат в президенты, депутат Народного собрания Болгарии, болгарский и британский фехтовальщик (спортсмен и тренер), британский и американский театральный и кинодеятель (актёр, режиссер, сценарист, драматург, продюсер), американский и болгарский писатель. Бывший сотрудник КГБ НРБ в период с 1970 по 1990 год под псевдонимом «Жорж».

## Биография
В молодости занимался фехтованием и баскетболом. Был чемпионом Болгарии по фехтованию, играл в баскетбол за клуб «Академик» (София). Учился в Национальной академии спорта (София).
В начале 1960-х годов женился на англичанке и эмигрировал за границу. По другим источникам уехал из Болгарии в 1967 году. Окончил Британскую академию фехтования (англ. British Academy of Fencing, BAF), получив диплом Мастера фехтования.
Дважды был чемпионом мира по фехтованию среди профессионалов, в 1970 и 1974 годах. Был главным тренером Лондонского фехтовального клуба (англ. London Fencing Club, 1968—1973) и тренером олимпийской сборной Великобритании по фехтованию (1968, 1972).
В середине 1970-х годов завершил свою спортивную карьеру, посвятив себя режиссуре, драматургии и кинопроизводству в Великобритании и США. Переехав в США, окончил Институт театра и кино Ли Страсберга (1974—1975) и экспериментальной киноколледж «Sherwood Oaks» в Голливуде.
Пожизненный член Британской академии фехтования. Президент Болгарской баскетбольной ассоциации (1995—1997). Активно участвовал в жизни болгарской диаспоры, в частности, помогал построить три церкви и культурный центр в Лос-Анджелесе.
Был женат на британской гражданке Венди. Разведён, отец двух дочерей — Джулии и Сильваны, которые живут в Лос-Анджелесе и занимаются собственным бизнесом в сфере дизайна и моды. Дед троих внуков. Вернувшись в Болгарию, Ганчев вступает в долгосрочные отношения с Валентиной Шишковой, известной как Шуши.
Хобби — лошади, музыка и поэзия.
В 2018 году перенёс два инфаркта. Скончался 19 августа 2019 года на 80-м году жизни.

## Политическая деятельность
С 1970 по 1990 год сотрудничал со Вторым главным управлением (контрразведка, ныне Национальная служба безопасности) Комитета государственной безопасности Болгарии.
В 1989 году, когда тоталитарная система в Болгарии начала распадаться Ганчев возвращается на родину и 10 ноября того же 1989 года принял участие в создании Союза демократических сил, главной организации демократической оппозиции правящей Болгарской компартии. В 1990 году он основал либеральную партию Болгарский бизнес-блок (БББ) и оставался её президентом до 1999 года, когда в результате внутрипартийного конфликта был отстранён от руководства партии по решению суда.
Как кандидат БББ дважды участвовал в президентских выборах. На выборах 1992 года Ганчев набрал 853 044 голосов (16,8 %), заняв третье место. На выборах 1996 года он вновь был третьим, получив 937 686 голосов (21,9 %). Дважды избирался в Народное собрание (1995—2001), был председателем депутатской группы Бизнес-блока, возглавлял парламентский комитет по радио, телевидению и связи. 13 апреля 1995 года Конституционный суд досрочно прекратил депутатские полномочия Ганчева из-за наличия у него двойного гражданства (Болгарии и США).
В ходе предвыборной кампании в президенты 1996 года Ганчев в интервью газете «Континент» обвинил действующего президента Желю Желева в национальном предательстве.
В 2001 году Ганчев из-за раскола в БББ создал новое объединение — Политический блок Жоржа Ганчева и вновь, уже в третий раз принял участие в президентских выборах. Занял пятое место, набрав 95 481 голосов (3,4 %).
В 2004 году Ганчев принял участие в создании партии Национально-патриотическое объединение (НПО). В первый раз НПО участвовало в выборах в 2005 году, поддержав левую Коалицию розы. Набрав всего 1,3 % и не пройдя в парламент, коалиция самораспустилась. В следующий раз НПО пошла на выборы самостоятельно, в 2013 году, пропустив кампанию 2009 года. Дебют оказался неудачным, партия набрала всего 3 239 голосов (0,091 %).
В 2016 году Ганчев принял решение вернуться к активной политической деятельности, решив в четвёртый раз принять участие в президентских выборах. В рамках кампании Ганчева обвинили в попытке скрыть своё прошлое сотрудника государственной безопасности с помощью «права на забвение». Баллотируясь от партии Христианско-социальный союз, Ганчев набрал 27 927 голосов (0,73 %), заняв девятое место.

## Творческая деятельность
В период с 1973 по 1988 год работал режиссёром, сценаристом и драматургом, продюсером в кино и театре в Англии и США, с 1978 по 1981 годы был приглашённым лектором в Американской академии драматического искусства (англ. American Academy of Dramatic Arts, Нью-Йорк). Автор 7 сценариев в Голливуде, ряда пьес, книг, в том числе стихов. Снялся в нескольких эпизодических ролях в Голливуде.
В Болгарии в 1995 году была издана автобиография Ганчева «Жорж» и сборник его поэзии «Жорж без грима» на болгарском и английском языках. Позднее на английском языке вышел кино-роман Ганчева «Радость палача».
С 2000 по 2005 годы был автором, продюсером и ведущим ТВ-передачи «Жорж в действии» на телеканале ТВ7, затем на ББТ.